# Bad Brains (album)
Albums de Bad Brains
Rock for Light
(1983)
Bad Brains (également connu sous le nom de The Yellow Tape ou Attitude: The ROIR Sessions) est le premier album studio enregistré par le groupe américain de punk hardcore / reggae Bad Brains. Enregistré en 1981 et sorti sur le label ROIR en 1982, de nombreux fans l'appellent « The Yellow Tape » en raison de son emballage jaune. Bien que Bad Brains ait enregistré l'album démo de 16 chansons Black Dots en 1979 et l'EP de 5 chansons Omega Sessions en 1980, la cassette ROIR est la première sortie du groupe plus longue qu'un simple single.

## Contexte et enregistrement
Après avoir été banni de tous les grands clubs de leur ville natale Washington DC, Bad Brains déménage à New York en 1981. En plus de leurs concerts réguliers au CBGB, le groupe fréquente les studios 171-A de Jerry Williams dans le quartier d'Alphabet City. Nommé pour son emplacement entre les 10e et 11e rues sur l'avenue A, le 171-A est une salle de 60 pieds de long avec une scène à une extrémité et une cabine insonorisée surélevée à l'autre. Lorsque les Bad Brains jouent un concert au 171-A en mai 1981, Jerry Williams l'enregistre sur bande magnétique. Le groupe aime le son et retourne au 171-A pour y enregistrer entre août et octobre 1981. 12 des 15 titres de l'album sont issus de ces sessions, tandis que Jah Calling, Pay to Cum et I Luv I Jah, proviennent de l'enregistrement live de Williams.

## Parution et design
Bad Brains sort initialement le 5 février 1982 sur Reachout International Records (ROIR) uniquement en format cassette. Les chansons reggae alternent avec les morceaux hardcore. La pochette représente le Capitole frappé par un éclair. Elle inclut une photo du groupe, les crédits de l'album, les paroles de toutes les chansons et les notes de pochette du New York Rocker et d'Ira Kaplan, critique de Soho News, qui formera plus tard le groupe Yo La Tengo.
L'édition originale de la cassette comporte une coque rouge ou jaune et le fond de la jaquette est blanc. Les éditions suivantes ont un carton entièrement jaune avec des coques de cassette rouges, dorées ou vertes, en clin d'œil aux penchants rastafariens du groupe. Les versions ultérieures apparaissent dans des coques blanches, oranges, jaunes et transparentes. Parce que la coque de cassette jaune est la plus courante et qu'elle était livrée dans un emballage jaune assorti, de nombreux fans l'ont appelée « The Yellow Tape ».

### Bad BrainsEP
En 1981, le label Alternative Tentacles des Dead Kennedys ouvre un bureau au Royaume-Uni pour publier des éditions spéciales de disques de groupes punk américains pour le marché britannique. La version single de Pay to Cum apparaît sur la compilation Let Them Eat Jellybeans ! d'Alternative Tentacles et, avec les sessions ROIR disponibles, quelques chansons sont sélectionnées pour une sortie au Royaume-Uni en 1982 sous forme d'EP 12 pouces. La pochette du disque présente la même image que la cassette ROIR. Le disque diffère de la cassette en répartissant toutes les pistes reggae sur une face et les chansons punk sur une autre. Parce qu'Alternative Tentacles UK est une entreprise éphémère, l'EP Bad Brains est un objet rare, et reste pendant huit ans la seule apparition de ces chansons sur disque vinyle.

## Liste des pistes
| 1. | Sailin' On         | 1:55 |
| 2. | Don't Need It      | 1:07 |
| 3. | Attitude           | 1:19 |
| 4. | The Regulator      | 1:19 |
| 5. | Banned in D.C.     | 2:12 |
| 6. | Jah Calling        | 2:31 |
| 7. | Supertouch/Shitfit | 2:30 |
| 8. | Leaving Babylon    | 4:10 |

| Face 2 | Face 2                            | Face 2 | Face 2 | Face 2 | Face 2 | Face 2 | Face 2 | Face 2 | Face 2 |
| No     | Titre                             | Durée  |        |        |        |        |        |        |        |
| ------ | --------------------------------- | ------ | ------ | ------ | ------ | ------ | ------ | ------ | ------ |
| 1.     | F.V.K. (Fearless Vampire Killers) | 1:07   |        |        |        |        |        |        |        |
| 2.     | I                                 | 2:05   |        |        |        |        |        |        |        |
| 3.     | Big Take Over                     | 2:57   |        |        |        |        |        |        |        |
| 4.     | Pay to Cum                        | 1:05   |        |        |        |        |        |        |        |
| 5.     | Right Brigade                     | 2:27   |        |        |        |        |        |        |        |
| 6.     | I Luv I Jah                       | 6:22   |        |        |        |        |        |        |        |
| 7.     | Intro                             | 0:45   |        |        |        |        |        |        |        |
| 34:09  |                                   |        |        |        |        |        |        |        |        |

| Bonus track (réédition CD) | Bonus track (réédition CD) | Bonus track (réédition CD) | Bonus track (réédition CD) | Bonus track (réédition CD) | Bonus track (réédition CD) | Bonus track (réédition CD) | Bonus track (réédition CD) | Bonus track (réédition CD) | Bonus track (réédition CD) |
| No                         | Titre                      | Durée                      |                            |                            |                            |                            |                            |                            |                            |
| -------------------------- | -------------------------- | -------------------------- | -------------------------- | -------------------------- | -------------------------- | -------------------------- | -------------------------- | -------------------------- | -------------------------- |
| 1.                         | Untitled (Bonus Track)     | 2:10                       |                            |                            |                            |                            |                            |                            |                            |
| 36:18                      |                            |                            |                            |                            |                            |                            |                            |                            |                            |

## Réception et influence
Critique pour The Village Voice en 1982, Robert Christgau déclare : « Transformez un groupe de fusion en prophètes hardcore et vous vous retrouvez avec du heavy metal rapide. Le meilleur genre à coup sûr, d'autant plus qu'ils transforment leur rage en Positive Mental Attitude ».
L'album représente une étape cruciale dans l'évolution du punk hardcore et la fusion éventuelle du hard rock et du reggae adopté plus tard par des groupes comme Sublime, Fishbone et 311.
Adam Yauch des Beastie Boys est cité comme disant que cet album est « le meilleur album punk/hardcore de tous les temps ».
À ce jour, de nombreuses personnes impliquées dans la scène hardcore le considèrent comme l'un des plus grands albums hardcore de tous les temps et une sortie révolutionnaire pour le genre punk hardcore.

## Rééditions
En 1989, In-Effect Records sort une version CD, avec la même liste de morceaux, intitulée Attitude: The ROIR Sessions.
En 1990, Dutch East India Trading, à travers  sa marque Homestead Records, est le premier label à sortir l'album en vinyle aux États-Unis.
En 1996, ROIR réédite l'album original sur CD, avec une piste bonus cachée, suivie d'une version sur LP l'année suivante.
Bad Brains récupère les droits de l'album en 2020 et le réédite sur vinyle, CD et sorties numériques sur leur propre label Bad Brains Records via un pressage et une distribution par ORG Music. Un pressage en édition limitée de l'album avec une pochette et une mise en page inspirées de Blue Note, conçues par l'ancien graphiste d'Alternative Tentacles John Yates, sort en même temps que la réédition de la pochette originale, sur vinyle vert translucide.

## Réenregistrements
De nombreux morceaux de l'album sont réenregistrés pour l'album suivant en 1983, Rock for Light, à l'exception de Don't Need It, The Regulator, Jah Calling, Leaving Babylon, Pay to Cum, I Luv I Jah. La dernière piste instrumentale de Bad Brains, intitulée Intro, devient les neuf premières secondes de la chanson titre de Rock for Light.

## Personnel
Bad Brains
- H.R. – chant principal
- Dr Know – guitare, chœurs
- Daryl Jenifer – basse, chœurs
- Comte Hudson – batterie, chœurs

Production
- Jay Dublee – producteur, enregistrement, mixage
- Bad Brains – mixage
- Wayne Vlcan – ingénieur du son
- Stanley Moskowitz – mastering
- Donna Parsons (de Ratcage) – pochette
- Ira Kaplan – notes de pochette
- Donnell Gibson, Jay Jones – design des logos
- Laura Levin – photographie
- Neil Cooper – concept de couverture

## Reprises
- 1991 : Living Colour enregistre Sailin' On pour l'EP Biscuits[10]. Le groupe reprend également cette chanson sur scène, ainsi que Leaving Babylon.
- 1994 : John Frusciante, guitariste des Red Hot Chili Peppers, reprend Big Takeover sur son premier album solo, Niandra LaDes and Usually Just a T-Shirt[11]. Il donne également une courte interprétation acoustique de Sailin' On lors d'une interview en 1989[12].
- 1996 :
  - Sublime reprend I Luv I Jah sur son album homonyme (édition DeLuxe). Le groupe reprend également plusieurs titres des Bad Brains lors de concerts. Le DVD du coffret Everything Under the Sun (2006) contient une version live de Leaving Babylon.
  - Sailin' On est reprise par No Doubt sur le 1er volume la série d'albums MOM: Music for Our Mother Ocean, au profit de la Surfrider Foundation[10].
  - Ignite reprend Banned in DC sur un split single avec Good Riddance[13]. Cette version apparaît également en 2014 en bonus de la réédition CD de leur EP Past Our Means de 1996 et sur les pressages de vinyle ultérieurs.
- 1997 : The Spudmonsters interprète Right Brigade sur l'album Moment of Truth[14].
- 1998 : 88 Fingers Louie enregistre Fearless Vampire Killers sur l'album Back on the Streets, sous le titre FVK[15].
- 1999 :
  - L'album hommage Never Give In: A Tribute to Bad Brains contient plusieurs reprises de l'album Bad Brains, dont Sailin' On par Moby, Pay To Cum par Ignite, Attitude par Ryker's, Supertouch / Shitfit par Downset. et Fearless Vampire Killers par Shai Hulud[16].
  - 311 reprend Leaving Babylon sur son album Soundsystem[17].
  - Rx Bandits reprend Leaving Babylon dans un medley intitulé Tribute, sur un split EP avec Slow Gherkin[17].
- 2005 : le musicien australien Outbreak reprend Sailin' On, The Regulator et Supertouch sur l'EP Eaten Alive[10],[18].
- 2007 : une version live de Sailin' On figure sur la compilation Uneasy Listening Vol. 2 de HIM[10]. Le groupe reprend également Leaving Babylon en concert.
- 2008 :
  - Soulfly interprète Sailin' On sur une édition spéciale de l'album Conquer[10].
  - Santigold et Diplo reprennent Right Brigade sur leur mixtape Top Ranking: A Diplo Dub.
  - Valient Thorr reprend Sailin' On sur le single Hey Wella[10].
- 2009 : Hatebreed enregistre Supertouch / Shitfit sur l'album de reprises For the Lions[18].
- 2011 :
  - Attitude est reprise par H2O sur l'album Don't Forget Your Roots[19].
  - Supertouch / Shitfit est samplée par le groupe de hip-hop expérimental Death Grips dans la chanson Takyon (Death Yon) sur leur mixtape Exmilitary.
- 2013 : I est enregistrée par Mark Kozelek sur son album de reprises Like Rats, dans une version acoustique épurée mettant en valeur les paroles[20].
- 2015 :
  - Stone Sour interprète Sailin' On sur leur 2e EP de reprises Straight Outta Burbank...[10]
  - Prong enregistre Banned in DC sur l'album de reprises Songs From the Black Hole[13].
- 2020 : Burning Heads reprend Big Takeover sur l'album de reprises Under Their Influence[11].
- 2022 : Napalm Death enregistre Don't Need It sur l'EP Resentment Is Always Seismic – A Final Throw of Throes[21].
- Right Brigade est régulièrement interprété par les Deftones lors de leurs concerts.
- I Luv I Jah est interprétée en concert par Long Beach Dub Allstars, avec HR au chant ; cette version apparaît sur leur rare premier album de 1998, LBDA & Friends.
- Ho99o9 joue Attitude en live à plusieurs reprises.